# トマト缶
トマト缶（トマトかん、英: canned tomato）とは、トマトの水煮を缶詰にしたものである。加熱調理を行う料理の食材の1つとして使うことが多いが、開缶後そのまま食べることもできる。トマト缶は各種栄養成分が濃縮されている他、トマトの産地の違いにより栄養成分が大きく異なる。例えば美容成分である抗酸化物質のリコピン含有量はイタリア産トマト缶であれば日本産生トマトの約3倍もある。スーパーマーケットの商品棚には必ず置かれており、保存がきく上に値段もそれほど高価ではないため、手軽な健康食品として利用することが可能である。
一般的に市場に出回っているトマト缶は日本産とイタリア産、トルコ産などがある。洋食に使う場合、イタリア産などの輸入品が品種的に合う。パスタからカレーまで、幅広く使われる食材である。
種類として、単純に丸ごと水煮をしたものや、細かくカッティングしてあるものなど、いくつか種類があり、料理に応じて選択する。丸ごと水煮にしたものは特にホールトマトと呼ばれる。